# 拉穆镇

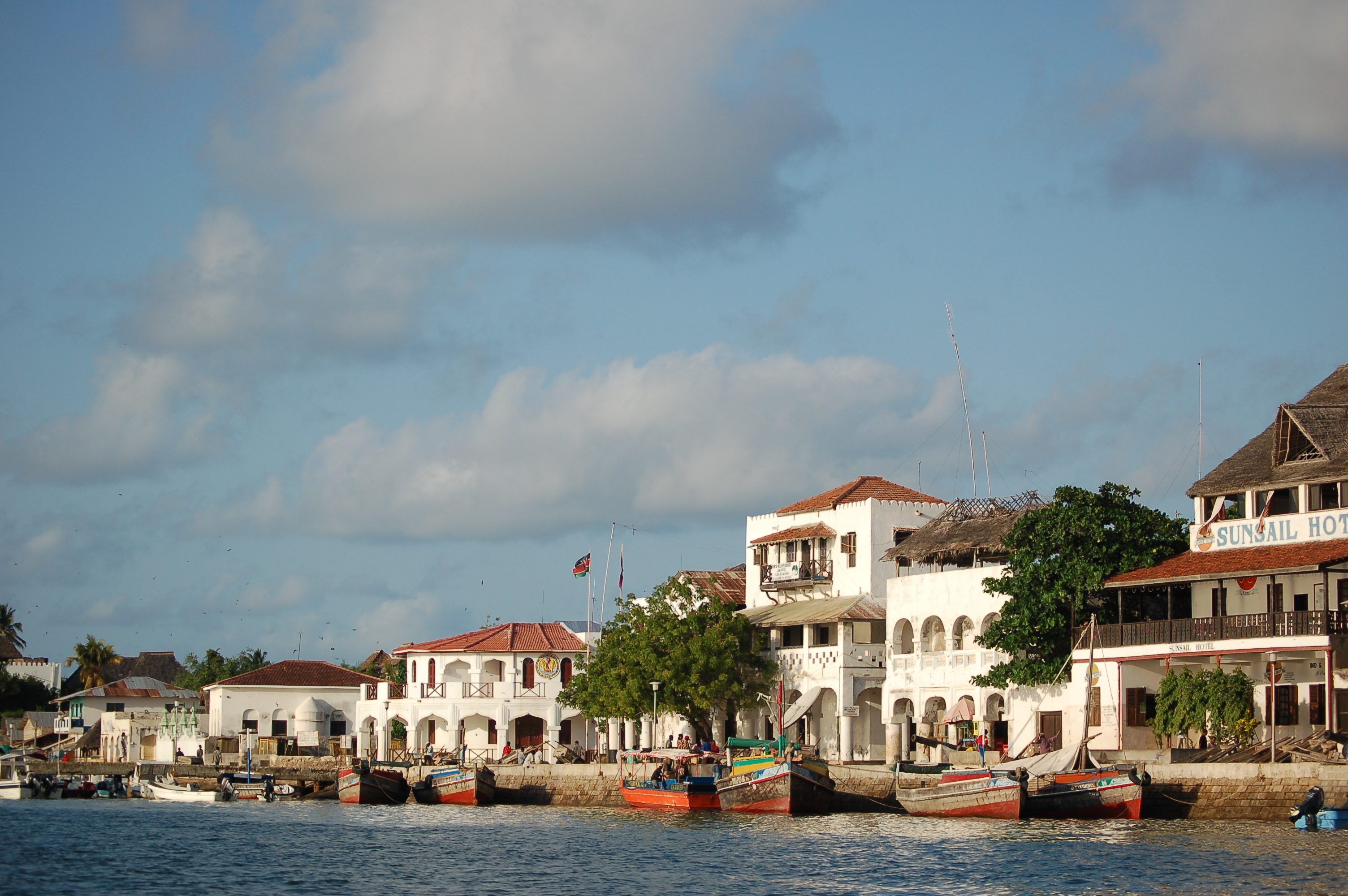

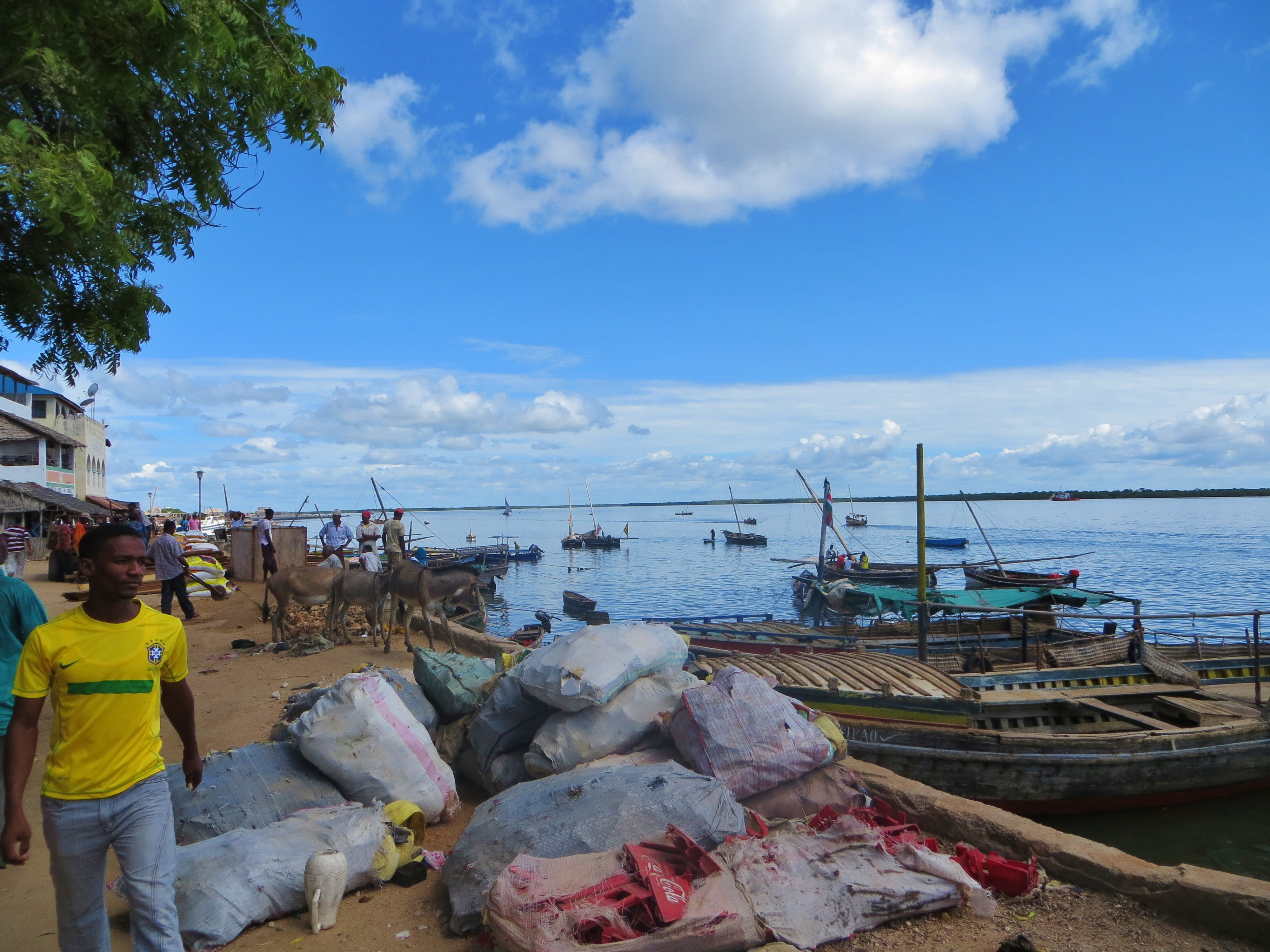

拉穆镇（Lamu）是肯亞拉穆岛最大的城镇，而该岛属于拉穆群岛的众多岛屿之一。拉穆鎮歷史悠久，已列入联合国教科文组织世界遗产名录。該鎮是拉穆郡的首府，處於蒙巴薩東北面341公里，始建於1370年，面積1.275平方公里，2009年人口18,382，人口密度每平方公里14,417人。

## 历史
拉穆是肯尼亚的最古老的城市，是东非海岸线上最早的斯瓦希里定居点之一。
有资料曾提及在1415年，郑和船队的若干船只在肯尼亚拉穆岛附近沉没。据说，有幸存者说在岛内定居，并和当地妇女结婚。考古学以及DNA测试证实了这个说法的真实性。
拉穆港有着至少1000年的历史。对早对这座小镇的文字记录是由阿拉伯旅行家Abu-al-Mahasini做出的。他于1441年遇到了一位来自拉穆、去麦加朝拜的法官。
小镇历史上的重大事件包括1506年开始的葡萄牙入侵，以及1813年（Shela战争爆发之年）前后阿曼人的统治。葡萄牙人对印度洋沿岸贸易的成功控制，促使他们入侵拉穆。在一段相当长的时间里，葡萄牙垄断了东非沿岸的航运，并对当地原本已有的商业渠道征收出口税。在16世纪80年代，拉穆人在土耳其突袭者的促使下，领导了一场针对葡萄牙人的叛乱。在1652年，阿曼协助拉穆脱离葡萄牙的管制。成为阿曼的保护国之后，拉穆开始步入其黄金时代。在此期间，拉穆成为一个政治、艺术、诗歌、手工艺品和贸易中心。

## 经济
拉穆的经济曾建立在奴隶贸易的基础之上，直至1907年奴隶贸易制度的废止。其他传统出口商品包括象牙 、红树、龟板和犀牛角，通过印度洋运往中东和印度。除了废除奴隶制之外，1901年乌干达铁路修建（该铁路的起点是蒙巴萨港，与拉穆在经济上有竞争关系）也严重阻碍了拉穆的经济发展。旅游业已逐步取代贸易，成为当地经济的推动力。

## 景点
该镇始建于14世纪，拥有许多优秀的斯瓦希里建筑。老城区已作为“最古老，保存最完好的东非斯瓦希里定居点”列入世界遗产名录。
作为昔日的奴隶贸易中心，拉穆的人口种族分布非常多元化。拉穆位于阿拉伯的主要贸易路线上，因此，其人口主要是穆斯林。
由于街道狭窄，汽车不准驶入。通过步行、自行车或以驴代步，可以很轻松地探索整个小镇。
拉穆有若干博物馆，其中包括拉穆博物馆——陈列有作仪式之用的角（称为锡瓦 ，siwa），其他博物馆都致力于展示斯瓦希里语文化，或者提供当地邮政服务 。拉穆镇的著名建筑包括：
- 拉穆堡：贝特国的苏丹 Fumo Madi ibn Abi Bakr，开始建立这座海边堡垒，以保护他遭到冷遇的政府的成员。1809年他去世的时候，堡垒的第一层尚未完工。堡垒直到19世纪20年代初才得以完成。
- 姆纳拉尼清真寺
- 里亚德哈清真寺：与也门 Hadramaut有家族联系的谢里夫 （阿拉伯部落的守护者）哈比卜萨利赫，于19世纪80年代来到拉穆定居，并成为一位德高望重的宗教导师。哈比卜萨利赫了巨大的成功，吸引了许多信徒，并于1900年建成了里亚德哈清真寺。他在1935年他去世后，他的儿子将里亚德哈清真寺发扬光大，最后成为对伊斯兰文化研究最负盛名的东非中心之一。该清真寺是Maulidi节聚会的中心，该节日是在每年先知氏出生月的最后一周庆祝。节日期间，来自苏丹、刚果、乌干达、坦桑尼亚和桑给巴尔的朝圣者聚集于此，与当地人一同歌颂穆罕默德。
- 毛驴保护区：由于岛上没有机动车辆，运输及其他重型工作都依赖驴子的帮助。岛上约有2000-3000头作业毛驴。1985年，英格兰毛驴保护区的伊丽莎白·斯文森博士首次访问拉穆。她对驴子的状况感到忧心忡忡，并于1987年成立了该保护区。[4]该保护区为所有驴子提供免费的治疗。

## 图册
- 拉穆堡
- 里亚德哈清真寺
- 毛驴保护区
- 2001年7月在拉穆举行的政治游行
- 拉穆石屋酒店宾馆外的风景
- 位于拉穆堡前的拉穆城镇广场(1996年)
- 拉穆镇的滨海区

## 登录基准
该世界遗产被认为满足世界遺產登錄基準中的以下基準而予以登錄：
- （ii）在某期间或某种文化圈里对建筑、技术、纪念性艺术、城镇规划、景观设计之发展有巨大影响，促进人类价值的交流。
- （iv）关于呈现人类历史重要阶段的建筑类型，或者建筑及技术的组合，或者景观上的卓越典范。
- （vi）具有显著普遍价值的事件、活的传统、理念、信仰、艺术及文学作品，有直接或实质的连结（世界遗产委员会认为该基准应最好与其他基准共同使用）。